# Gerhard Kowalewski
Gerhard Waldemar Hermann Kowalewski (* 27. März 1876 in Alt-Järshagen, Pommern; † 21. Februar 1950 in Gräfelfing bei München) war ein deutscher Mathematiker.

## Leben
Seine Eltern waren der Lehrer und preußische Schulrat Leonhard Julius Kowalewski († 1929) und Maria, geb. Pommerening († 1926). Sein Bruder war der Königsberger Philosophie-Professor, Experimentalpsychologe und Mathematiker Arnold Christian Felix Kowalewski (1873–1945).
Die Schulzeit in Löbau in Westpreußen und am Humanistischen Gymnasium in Graudenz konnte er verkürzen und begann im Alter von 17 Jahren an der Universität Königsberg sein Studium der Klassischen Philologie, Philosophie und Mathematik (bei David Hilbert, Hermann Minkowski und G. Stäckel) und Astronomie (bei Hermann von Struve und Carl Friedrich Wilhelm Peters). Nach drei Semestern wechselte er nach Greifswald und ab 1896 studierte er in Leipzig bei Sophus Lie und Friedrich Engel. 1898 wurde er mit der Arbeit Über eine Kategorie von Transformationsgruppen einer vierdimensionalen Mannigfaltigkeit zum Dr. phil. promoviert, und im folgenden Jahr habilitierte er sich in Leipzig. Hier traten er und Heinrich Liebmann als Privatdozenten in den Lehrkörper ein.
1901 wurde er außerordentlicher Professor an der Universität Greifswald und 1904 bis 1909 an der Universität Bonn. Daneben übernahm er an der Handelshochschule Köln einen Lehrauftrag in Versicherungsmathematik. 1909 wurde er auf eine ordentliche Professur an die Deutsche TH Prag berufen und 1912 an die Deutsche Universität Prag.
Als er 1920 zur TH Dresden wechselte, nahm er seine beiden besten Schüler Amélie Weizsäcker und Josef Fuhrich mit. Auf seine Initiative wurde hier das Mathematische Kolloquium begründet, dem er mit Max Otto Lagally (1881–1945) und Walter Ludwig (1876–1946) vorstand. Zu seinen Schülern zählten Wilhelm Vauck (1896–1968), William Threlfall (1888–1949), Herbert Seifert (1907–1996), Hilmar Wendt (1913–2002), Alfred Kneschke (1902–1979) und viele Lehrer der mathematisch-naturwissenschaftlichen Richtung an höheren Schulen. Eine Auflistung der Promovenden findet sich bei Voss (2005). Er engagierte sich für die Frauenförderung an der Hochschule; unter anderem promovierten bei ihm Anneliese Heede (1931), Hildegard Luther (1924), Elisabeth Steude (1930), Suse Weiner (1924) und Gertrud Wiegandt (1924, die lange Jahre Lehrstuhlassistentin bei ihm war). Zum 1. Mai 1933 trat er in die NSDAP ein (Mitgliedsnummer 2.448.572) und unterzeichnete im November 1933 das Bekenntnis der Professoren an den deutschen Universitäten und Hochschulen zu Adolf Hitler. Als er 1935 als Rektor eingesetzt wurde, fiel er rasch „in Ungnade“ und wurde vor Ablauf der zweijährigen Amtszeit bereits im Februar 1937 abgelöst und „auf eigenen Wunsch“ durch den Reichserziehungsminister beurlaubt. 1938 wurde gegen ihn ein Verfahren „wegen Untreue“ eingeleitet, aus dem er letztlich aber straffrei hervorging. Nachdem Kowalewski in Dresden suspendiert war, übernahm er von 1939 bis 1945 wieder ein Ordinariat an der Technischen Hochschule Prag. 1941 wurde er vom Oberkommando der Marine eingezogen. Er arbeitete zunächst für den Marinewetterdienst, danach für das Marineobservatorium in Greifswald. 1943 wurde er für wehruntauglich erklärt. 1946 flüchtete er nach München, wo er Lehraufträge an der TH München und der Philosophisch-theologischen Hochschule Regensburg übernahm.
Er forschte auf den Gebieten der Theorie der Transformationsgruppen und der natürlichen Geometrie. Die Bezeichnung natürliche Gleichung (und natürliche Geometrie) geht auf ihn zurück.
Er war Mitglied der Böhmischen und der Sächsischen Akademie der Wissenschaften und Träger des Lobatschewski-Diploms.

## Veröffentlichungen (Auswahl)
- Newtons Abhandlung über die Quadratur der Kurven. (1704). Übersetzung aus dem Lateinischen; 1908.
- Einführung in die Determinantentheorie, von Veit & Comp., Leipzig 1909.
- Die klassischen Probleme der Analysis des Unendlichen. W. Engelmann, Leipzig 1909.
- Ernesto Cesàro: Vorlesungen über natürliche Geometrie.[22]
- Über Bolzanos Nichtdifferenzierbare Stetige Funktion. doi:10.1007/BF02403926
- Alte und neue mathematische Spiele. Eine Einführung in die Unterhaltungsmathematik. Mit 104 Abbildungen und Anleitungen zur Herstellung des Spielgeräts. Teubner, 1930
- Große Mathematiker: Eine Wanderung durch die Geschichte der Mathematik vom Altertum bis zur Neuzeit. J. F. Lehmanns, München / Berlin 1937.
- Bestand und Wandel. Meine Lebenserinnerungen zugleich ein Beitrag zur neueren Geschichte der Mathematik. Oldenbourg-Verlag, München 1950.